# Ошмяни
Ошмяни или Ашмяни (на беларуски: Ашмяны; на руски: Ошмяны; на литовски: Ašmena; на полски: Oszmiana) е град в Беларус, административен център на Ошмянски район, Гродненска област. Населението на града е 16 835 души (по приблизителна оценка от 1 януари 2018 г.).

## Име
Името на града произлиза от името на река Ašmena, което произхожда от думата akmuo (камък). Сегашното име Ashmyany използва форма за множествено число. В историята на града, името му е записвано в единствено число на литовски.

## История
За пръв път селището е упоменато през 1341 година.
През 1384, тевтонските рицари опитали да атакуват Ašmiany като опит за унищожаване на наследствено състояние на Владислав II. Тевтонските рицари разрушили града, но той бързо се възстановил. През 1402 г. последвала още една тевтонска атака но тя била отблъсната и тевтонските рицари били принудени да се оттеглят.

## Демография
- 1859 – 3066 жители[2]
- 1871 – 4546 жители[2]
- 1880 – 5050 жители (2501 евреи, 2175 католици, 352 православни)[2]
- 1897 – 6400 жители[3]
- 1907/08 – 8300 жители
- 1921 – 6000 жители
- 1939 – 8500 жители
- 1974 – 10 000 жители (Съветска енциклопедия)
- 1991 – 15 200 жители[4]
- 2004 – 14 900 жители
- 2006 – 14 600 жители[5]
- 2007 – 14 269 жители[6]
- 2018 – 16 835 жители[6]

## Паметници
- Католическа църква Св. Архангел Михаил
- Синагога, построена през 1912
- Православна църква на Възкресение, построена през 1875
- воденица